# Dau (circuit integrat)

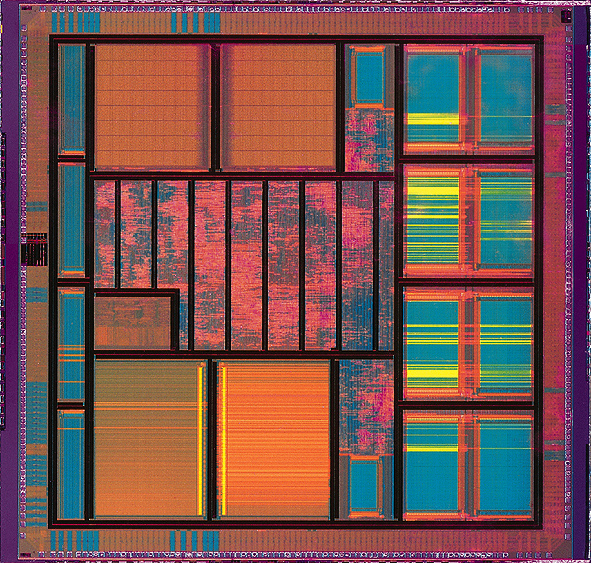
Un «dau» de circuit integrat a molt gran escala (VLSI)

Un dau (die en anglès) en el context dels circuits integrats, és un petit bloc de material semiconductor, on es fabrica un determinat circuit funcional. Típicament, els circuits integrats es produeixen en grups grans en una sola oblia de silici de grau electrònic (EGS) o altre semiconductor (com ara GaAs) a través de processos com la fotolitografia. L'oblia és tallada («picada») en moltes peces, contenint cadascuna una còpia del circuit. Cadascuna d'aquestes peces es denomina dau.
Hi ha tres formes plurals comunament utilitzades en anglès: dice, dies i die.

## Fases de la creació del dau
1. Fabricació de l'oblia de silici (wafer)[5]
2. Procés de fotolitografia
3. Tallat de l'oblia en daus (wafer dicing)